# Dortmund-Ems-Kanal
Dortmund-Ems-kanalen er en 265 kilometer lang kanal som forbinder Ruhrområdet med Nordsøen. Kanalen blev åbnet i 1899 og går fra flodhavnen i Dortmund til flodhavnen Emden, hvor den benyttes til fragt af jernmalm og anden fragtgods. Kanalen blev bygget for at mindske godsmængden fra jernbanerne, som heller ikke kunne transportere gods fra Ruhrområdet. En anden grund var at kanalen skulle gøre kul fra Ruhrområdet mere konkurrencedygtig i forhold til importeret kul fra Storbritannien, samt at stålindustrien i den østlige del af området havde behov for jernmalm udefra.
Den kunstige og sydlige del af kanalen ender efter 215 kilometer ved portene til Herbrum i nærheden af Meppen. Derfra går kanalen over en længde på 45 kilometer med floden Ems indtil slusen ved Oldersum. Derfra fortsætter kanalen i nye ni kilometer i en kunstig del fordi skibene fra denne tid ikke var bygget for sejlads på åbent vand som Dollart og indsejlingen til havnen i Emden. Denne del af kanalen blev tilkoblet Ems-Jade-kanalen fra Emden til Wilhelmshaven.
Kanalen blev angrebet en række gange under anden verdenskrig på grund af dens strategiske betydning, og den blev ødelagt af 617 Squadron RAF (bedre kendt som Dambusters) i september 1944 i et angreb som forårsagede betydelige skader. Selve kanalen blev repareret efter krigens afslutning. Den mest kendte bygning ved Dortmund-Ems-kanalen er skipselevatoren Henrichenburg ved Waltrop, som kunne hæve og sænke skibe omkring 14 meter. Den var i brug til 1962 og blev senere erstattet af en ny skipsheis og en ny sluse. I dag huser bygningen Westfälisches Industriemuseum.
Nogle kilometer nord for Waltrop kommer kanalen til byen Datteln, som ligger i et krydsningspunkt mellem de fire kanaler Dortmund-Ems-kanalen, Datteln-Hamm-kanalen, Wesel-Datteln-kanalen og Rhein-Herne-kanalen.

## Byer langs kanalen
Dortmund, Waltrop, Datteln, Olfen, Lüdinghausen, Senden, Hiltrup, Münster, Dörenthe, Hörstel, Bevergern, Rheine, Hesselte, Lingen, Geeste, Meppen, Haren, Papenburg, Düthe, Heede, Lehe, Aschendorf, Oldersum og Emden.